# John Stanich
John Stanich, né le 18 janvier 1925, à Sacramento, aux États-Unis, est un ancien joueur américain de basket-ball. Il évolue durant sa carrière au poste d'arrière.

## Palmarès
- Finaliste du championnat du monde 1950